# Bèlcastèl (Tarn)
Bèlcastèl (en francès Belcastel) és un municipi francès situat al departament del Tarn i a la regió d'Occitània.

## Demografia
| 1962                                       | 1968 | 1975 | 1982 | 1990 | 1999 | 2006 |
| ------------------------------------------ | ---- | ---- | ---- | ---- | ---- | ---- |
| 215                                        | 221  | 182  | 167  | 181  | 176  | 189  |
| Des de 1962: població sense dobles comptes |      |      |      |      |      |      |

## Administració
| Període   | Identitat           | Partit |
| --------- | ------------------- | ------ |
| 1966-1978 | Jacques Esparbié    |        |
| 1978-2008 | Liliane Esparbié    |        |
| 2008-     | Christophe Esparbié |        |